# Ypsilantisové
Ypsilantisové či Ypsilantiové (řecky Υψηλάντης,  rumunsky Ipsilanti; německy Ypsilanti nebo Ypsilantis; rusky Ипсиланти) je původem řecký fanariotský rod, který zastával významné politické pozice v Osmanské říši. 

## Historie
Rod během posledních staletí Osmanské říše získal význam a moc v Konstantinopoli a pocházelo z něho několik krátkodobě vládnoucích hospodarů v dunajských knížectvích. Rod pochází z oblasti Pontu u Černého moře. 
Později se členové rodu Ypsilantisů rozšířili i do dalších zemí. Měli majetky i na Moravě, a to Rosice u Brna a hrad Veveří.  

## Význační členové rodu
Mezi významné členy rodiny patří: 
- Alexandr Ypsilantis (1725–1805), od roku 1774 kníže Valašska a od roku 1786 také Moldavska. Po rusko-turecké válce se octl v zajetí, v letech 1791-1795 byl vězněn habsburskými úřady, mimo jiné i na brněnském Špilberku. V letech 1796-1797 se na krátkou dobu vrátil na valašský trůn, byl však zajat Turky a nakonec na příkaz sultána Selima v Istanbulu popraven. Jeho jméno nese Ypsilantiho ulice v Brně.
- Konstantin Ypsilantis (1760–1816), syn Alexandera, moldavský a valašský kníže v letech 1799-1806. Po Tylžském míru byl sesazen a uprchl k ruskému dvoru
- Alexander Ypsilantis (1792–1828), nejstarší syn Konstantina, generál ruské carské armády. Stal se vůdcem Filiki Eteria a v roce 1821 zahájil řeckou revoluci tím, že se svými stoupenci vytáhl do dunajských knížectví. Byl poražen osmanskými silami a ustoupil do Rakouska, kde byl internován v Mukačevu a poté vězněn v Terezíně. Po svém  propuštění odešel do Vídně, kde s podlomeným zdravím a v bídě roku 1828 zemřel.
- Demetrios Ypsilantis (1793–1832), druhý syn Konstantina Ypsilantise, jeden z prvních vůdců řecké revoluce, později generál pod Joannisem Kapodistriasem. Jeho jméno nese město Ypsilanti v americkém státě Michigan.
- Grigorios Georgios Ypsilantis (1835–1886), rakouský politik a diplomat působící ve Francii
- Theodoros Ypsilantis (1881–1943), rakouský a řecký politický aktivista, zakladatel řecké fašistické unie